# Palmar de Bravo
Palmar de Bravo es una comunidad del estado mexicano de Puebla, esta comunidad se localiza en la parte centro este de la entidad federativa. Sus coordenadas geográficas son los paralelos 18º 45´ 36” y 18º 55´ 06” de latitud norte y los meridianos 97° 22´ 54” y 97° 40´ O, cuenta con una superficie de 341.88 km² que lo ubican en el lugar 21 con respecto a los demás municipios del estado.  Presenta una altitud promedio de 2200 metros sobre el nivel del mar.
El actual poblado de Palmar de Bravo fue fundado en el año de 1662 por un hacendado español Agustín Luna, que radicaba en lo que hoy es Ciudad Serdán, con el nombre de San Agustín del Palmar en el paraje conocido como Zoyatlán, “Camino del Palmar”, de las voces mexicas: "zoyatl", palma; "otli", camino, y "tla" desinencia de abundancia; y plasma su representación ideográfica para simbolizarse.
El 12 de agosto de 1812 se lleva a cabo la batalla en la que, el general Nicolás Bravo derrota a las fuerzas realistas de Juan Labaqui, tomando 300 prisioneros españoles, después de esto fue cuando supo que Leonardo Bravo, su padre, había sido ejecutado en la Ciudad de México. José María Morelos, su superior, dispuso al saber del destino fatal de Leonardo Bravo que, en represalia, fueran ejecutados los prisioneros; pero Bravo, dando ejemplo de entereza y buena voluntad, puso en completa libertad a los prisioneros, algunos de los cuales, por decisión propia, se unieron a sus fuerzas, reconociendo su generosidad y grandeza de alma. Fue aquí que se desarrollaron dos importantes acciones de armas durante la guerra de Independencia, ambas victorias patriotas de Nicolás Bravo, cuyo nombre lleva la población, y de Mariano Matamoros.